# ...¿Qué hago aquí?
...¿Qué hago aquí? es el álbum debut solista de la cantante mexicana Gloria Trevi, publicado en octubre de 1989 en México y Centroamérica por la discográfica BMG Ariola. Producido por Sergio Andrade, igualmente representante de su carrera, fue considerado uno de los lanzamientos latinos más importantes del año 1990. 
A raíz del éxito de ...¿Qué hago aquí? Trevi empezó una gira de conciertos por diversas ciudades de la República Mexicana, cosechando tres discos de oro en el país. Fue galardonada con varios premios por artista revelación como Galardón a los grandes, TVyNovelas y el disco fue catalogado por Billboard como el lanzamiento en español más importante del año.

## Información del álbum
Tres años atrás, la cantante era integrante del proyecto musical Boquitas Pintadas de Sergio Andrade en 1985; el quinteto músico vocal femenino duró muy poco con tan solo un disco bajo la producción de Andrade y obtuvo escaso éxito comercial. Un año después, el grupo se desintegró y sus miembros desaparecieron de la escena musical tomando caminos diferentes; sin embargo, Trevi determinó buscar a Sergio para la creación de su primer material como solista. Con sus ahorros y dinero financiado por su familia, consiguió lo suficiente para la producción del disco.
El productor reconoció la oportunidad de incursionar el rock dentro de la escena musical mexicana por lo que aceptó ayudar a la cantante. Primero, acortó su apellido de Treviño a Trevi, y después trabajó en la producción de las piezas grabadas de manera independiente en los estudios Milagro Sound de Glendale, California.
A sus 19 años, Trevi compuso la mayoría de las canciones, incluyendo el éxito Dr. psiquiatra, y versionó al español el tema (I Can't Get No) Satisfaction de los Rolling Stones. Incluso interpretó uno de los clásicos del rock en español, El último beso (traducción por Omero Garza Ayala de Last Kiss, escrita por Wayne Cochran y llevada al éxito por J. Frank Wilson & the Cavaliers en 1964).
Dos días después de haber finalizado el material, Trevi recibió ofertas de dos importantes sellos discográficos y optó por firmar un acuerdo con BMG Ariola México. Igualmente firmó un contrato de exclusividad con Televisa, la compañía dominante de medios masivos en el país, para otorgar los derechos de sus presentaciones. Al exhibir los diez cortes a la casa discográfica y recibir aceptación por parte de los ejecutivos, la cantante pudo liquidar la deuda utilizada en la realización de su primer larga duración.

## Promoción y recepción
El 10 de diciembre de 1989, Trevi hizo su primera aparición televisiva en el programa Siempre en domingo, conducido por Raúl Velasco. Introdujo su primer disco y su primer sencillo de su carrera, ¿Qué hago aquí?, con el cual no gozó de buena aceptación e interés de la audiencia. Fue con su segundo corte, Dr. psiquiatra, con el cual se dio a conocer notoriamente en México al instalarse en el primer lugar de popularidad durante trece semanas consecutivas. El tema se catalogó en uno de sus más grandes éxitos de la década y en un clásico dentro de su repertorio. Otros éxitos logrados en radio fueron Mañana, ¿Qué voy a hacer sin él? y Satisfecha, los que permanecieron en rotación durante 1990.
Pese a que el álbum no figuró en la cartelera Billboard, el primer sencillo de la cantante que se registró fue El último beso durante octubre de 1990 alcanzando su máxima posición en la casilla 36 de la lista «Hot Latin Songs». Dos años más tarde, ¿Qué voy a hacer sin él? permaneció siete semanas en la misma categoría llegando al #22 durante mayo de 1992.
El disco estableció a la intérprete como una estrella de la escena del pop y rock en español al conseguir en su primera semana de lanzamiento el número uno en la lista de álbumes en México. Además de ofrecer pegajosas melodías de pop/rock, ella fue una revolucionaria quien, al igual que Madonna y Prince, contradijo las actitudes sexuales y relación de géneros en un país socialmente conservador. Bésame aquí y No tengo ropa son un ejemplo del sello que Trevi implementaría en sus letras ampliamente explícitas y objeto de crítica en los medios de comunicación.
Posteriormente a su primera edición, en consecuencia al éxito internacional de Tu ángel de la guarda en 1991, el material se publicó en diferentes países como Argentina, Estados Unidos y Puerto Rico, donde se promovieron los singles al mismo tiempo que Pelo Suelto conquistaba las listas de popularidad en toda América Latina. El 5 de julio de 2003, ...Qué hago aquí? se reeditó por tercera ocasión con la portada original dentro de un marco amarillo y bajo la distribución de RCA Records.

## Lista de canciones
| ...¿Qué hago aquí? |                                  |                                                                 |          |  |
| N.º                | Título                           | Escritor(es)                                                    | Duración |  |
| 1.                 | «Dr. Psiquiatra»                 | Gloria Treviño                                                  | 3:45     |  |
| 2.                 | «No Tengo Ropa»                  | Treviño                                                         | 2:50     |  |
| 3.                 | «¿Qué Hago Aquí?»                | Treviño                                                         | 3:24     |  |
| 4.                 | «Satisfecha»                     | Mick Jagger, Keith Richards, Treviño (Vers. Esp.)               | 4:36     |  |
| 5.                 | «El Último Beso» (Versión Larga) | Wayne Cochran, Joe Carpenter,Randall Hoyal, Bobby McGlon, Omero | 3:56     |  |
| 6.                 | «¿Qué Voy a Hacer Sin Él?»       | Treviño                                                         | 3:20     |  |
| 7.                 | «Cosas De La Vida»               | Treviño                                                         | 3:18     |  |
| 8.                 | «Mañana»                         | Treviño                                                         | 4:15     |  |
| 9.                 | «Les Diré, Les Diremos»          | Treviño                                                         | 3:30     |  |
| 10.                | «Bésame Aquí»                    | Treviño                                                         | 2:58     |  |